# Вымерзание растений
Вымерзание растений (устар. «вызябание растений» — от «вызябать»: «погибать от мороза») — гибель растительных организмов (полная или частичная) по причине образования льда в их тканях. Проблема недопущения вымерзания растений является актуальной для сельскохозяйственного и декоративного растениеводства.
Вода в растительных тканях обычно начинает замерзать уже при температуре минус 1 °C: сначала это происходит в межклеточном пространстве, затем — в протоплазме клеток. У некоторых растений образующийся лёд разрушает структуру клеток, что сразу же вызывает их вымерзание: это, в частности, относится к картофелю, огурцам, томатам, фасоли, хлопчатнику и многим другим культурам, которые вымерзают при заморозках уже в минус 1 °C. Другие растения (или их части) могут полностью замёрзнуть, но сразу не погибнуть: поскольку их клетки при замораживании не разрушились, при размораживании они могут выжить; необходимым условием для этого является медленное оттаивание, что связано с необходимостью усвоения талой воды оживающими клетками; в противном случае, при быстром размораживании, происходит изменение структуры протопласта — и растения гибнут (так происходит, к примеру, с луковицами лука). В целом же большинство культурных многолетников переносят, не вымерзая, падение температуры почвы на глубине расположения луковиц до уровня минус 8 — минус 15 °C (в зависимости от вида и других факторов). Озимые зерновые культуры вымерзают, когда температура почвы на глубине кущения опускается до температуры около минус 20 °C; примерно при такой же температуре почвы вымерзает озимый чеснок.
С целью недопущения вымерзания растений проводятся различные агротехнические мероприятия. Условно их можно разделить на мероприятия по закаливанию растений с целью повышения их зимостойкости (и, в частности, морозостойкости) — и на мероприятия по созданию для растения более комфортных условий существования (например, укрытие растений перед зимовкой, задымление плодовых насаждений при заморозках и пр.).
Одним из первых, кто установил физические и физиологические причины вымерзания растений, был австрийский ботаник и агроном Фридрих Хаберландт (1826—1878).